# Brian Schottenheimer
Brian Cornelius Schottenheimer (* 16. Oktober 1973 in Denver, Colorado) ist ein US-amerikanischer American-Football-Trainer und seit Januar 2025 Head Coach der Dallas Cowboys.

## Spielerkarriere
Schottenheimer spielte College Football für die Teams der University of Kansas und der University of Florida. Er beendete im Alter von 23 Jahren seine aktive Karriere, um nach dem Studium der Sportwissenschaften Trainer zu werden.

## Trainerkarriere
In drei seiner frühen Stationen arbeitete er als Assistenztrainer seines, in der National Football League (NFL) erfolgreichen, Vaters Marty Schottenheimer, bei den Kansas City Chiefs, den Washington Redskins und den San Diego Chargers. Von 2006 bis 2012 war er Offensive Coordinator bei den New York Jets. In gleicher Funktion war er von 2012 bis 2014 bei den St. Louis Rams aktiv. Bei den Indianapolis Colts war er von 2016 bis 2018 als Quarterback-Trainer engagiert. Als Offensive Coordinator bei den Seattle Seahawks war er von 2018 bis 2021, um anschließend als Passspiel-Koordinator bei den Jacksonville Jaguars zu fungieren. Seit 2022 ist er für die Dallas Cowboys als Berater, dann Offensive Coordinator und schließlich ab Januar 2025 als Head Coach tätig.

## Persönliches
Neben seinem Vater Marty Schottenheimer (1943–2021) war auch sein Onkel Kurt Schottenheimer (* 1949) als Trainer in der NFL tätig.